# Raducz
Raducz és un poblet polonès al centre del país, a 75 km al sud-oest de Varsòvia.